# Sara Gallego
Sara Gallego Sotelo (née le 11 octobre 2000 à Barcelone) est une athlète espagnole, spécialiste du 400 mètres haies. 

## Biographie
En 2021, à l'occasion des championnats d'Europe U23, elle bat le record d'Espagne du 400 m haies, qui était détenu depuis 1988 par Cristina Pérez.
En 2022, Sara Gallego remporte deux médailles lors des Championnats ibéro-américains, dont une d'or au relais 4 x 400 m.
Aux championnats d'Espagne elle remporte le 400 m haies, abaissant son record national à 54 s 34.
Elle dispute les championnats du monde, où elle atteint les demi-finales. 
Elle termine au pied du podium des championnats d'Europe de Munich.

### Palmarès
| Date | Compétition                   | Lieu     | Résultat | Épreuve     | Performance   |
| ---- | ----------------------------- | -------- | -------- | ----------- | ------------- |
| 2019 | Championnats d'Europe U20     | Borås    | 3e       | 400 m haies | 57 s 44       |
| 2021 | Championnats d'Europe U23     | Tallinn  | 2e       | 400 m haies | 55 s 20       |
| 2022 | Championnats ibéro-américains | La Nucia | 2e       | 400 m haies | 55 s 56       |
| 2022 | Championnats ibéro-américains | La Nucia | 1re      | 4 x 400 m   | 3 min 31 s 72 |
| 2022 | Championnats d'Europe         | Munich   | 4e       | 400 m haies | 54 s 97       |

#### National
- 5 titres au 400 m haies (2017, 2018, 2020, 2021, 2022)

### Records
| Épreuve     | Performance | Lieu  | Date         |
| ----------- | ----------- | ----- | ------------ |
| 400 m haies | 54 s 34     | Nerja | 25 juin 2022 |